# Tarawera
El monte Tarawera es un volcán activo al sureste de Rotorua en isla Norte (Te-Ika-a-Maui en idioma maorí) en Nueva Zelanda. Está constituido por tres domos de lava riolítica (Wahanga, Ruawahia y Tarawera) que se formaron a partir de una erupción en torno a 1314.
El volcán situado en la región de Bay of Plenty mantiene su actividad ya que su última erupción tuvo lugar durante junio y agosto de 1886 y el flujo de lava creó un desfiladero de 17 km de largo y destruyó el monumento natural de las Terrazas Rosas y Blancas. Se encuadra entre los volcanes del centro volcánico de Okataina que han mantenido actividad hasta 1981.

## Erupción de 1886

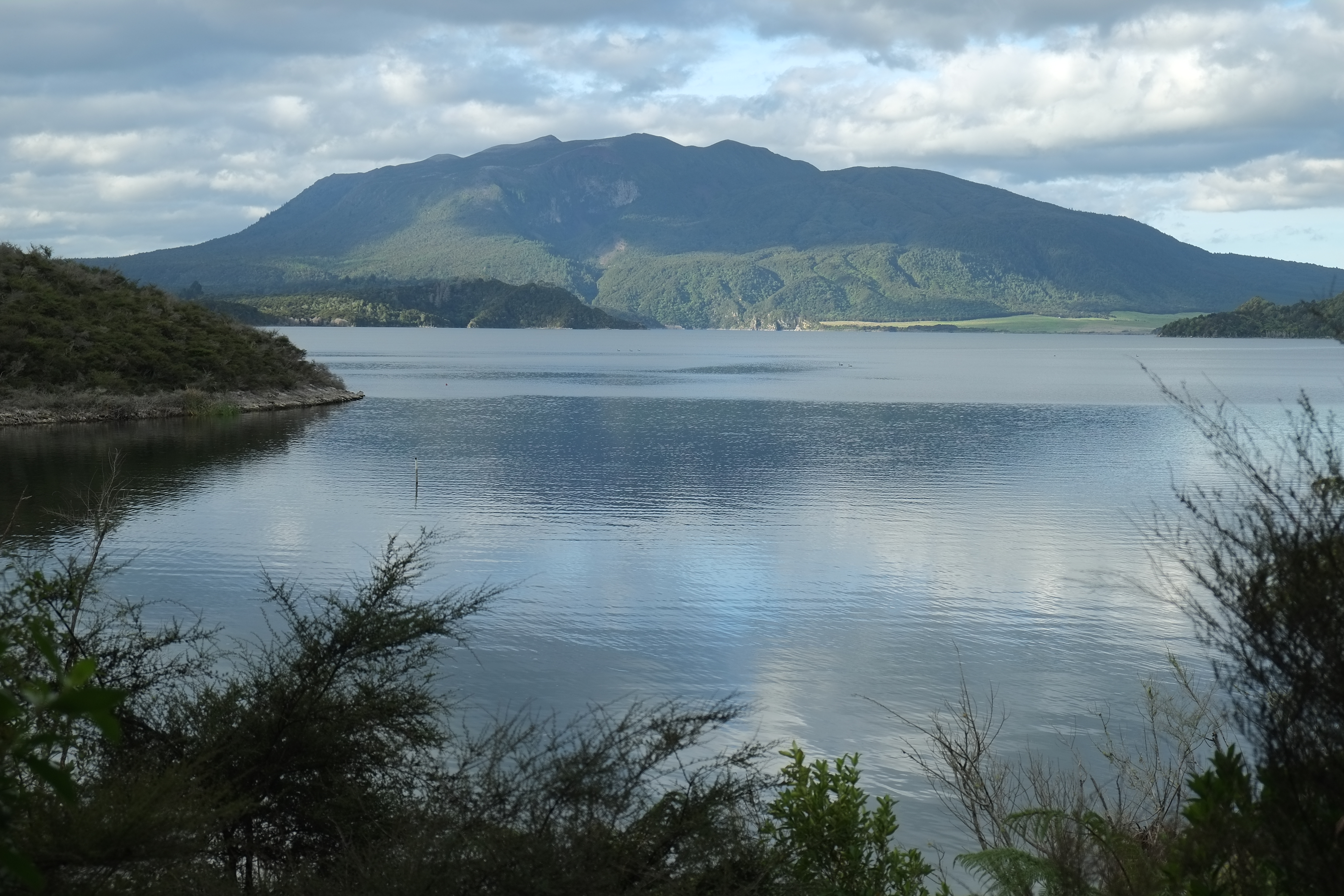
Lago Rotomahana y el monte Tarawera

La erupción de 1886 difirió de episodios previos en que se trató de una erupción de magma basáltico en lugar de riolítico como había sido en erupciones previas, desde la erupción de Kaharoa, Tarawera había estado callado.
La cronología de la erupción puede reconstruirse mediante relatos de testigos y del estudio de los depósitos de la erupción de hasta 75 metros depositados a lo largo de la fisura eruptiva durante la erupción.
A la 1:30 una explosión freática dio como resultado la apertura secuencial de los cráteres a lo largo de una fisura que se abrió en dirección SW; alrededor de  las 2:00 se observaron enormes columnas de ceniza sobre Wahanga y Ruawai, y hacia las 02:30 toda la sección de la fisura que abarcaba Tarawera estaba en erupción y producía una columna eruptiva de 10 km de altura; a las 03:20 se produjo un terremoto masivo asociado a la apertura de la sección SE que se extiende a lo largo de 9 km y a los principales eventos eruptivos en Rotomahana. Las erupciones freáticas masivas tuvieron como resultado  una enorme nube de vapor y ceniza y en un flujo piroclástico formado por lodo, ceniza y vapor que viajó 4-6 km desde Rotomahana hasta las colinas circundantes, aunque algunas muertes se produjeron por estos flujos, la mayoría lo fueron por el desplome de los tejados debido a la acumulación de ceniza pesada, luego la erupción continuó por los 50 orificios abiertos hasta que se desvaneció alrededor de las 06:00.
Las erupciones plinianas basálticas son extremadamente raras ya que se trata de un magma fluido en comparación de otros materiales más viscosos como la riolita, la andesita o la dacita.
La erupción del Tarawera tuvo un Índice de Explosividad Volcánica ( IEV ) de 5 provocando más de 100 muertos y alterando el paisaje circundante destruyendo el monumento de las Terrazas Rosas y Blancas
Además del monumento natural de las Terrazas Rosas y Blancas la lava destruyó tres ciudades y causó más de cien muertos. En consecuencia se crearon o modificaron los lagos adyacentes de Tarawera, Rotomahana, Rerewhakaaitu, Okataina, Okareka, Tikitapu (Blue Lake) y Rotokakahi (Green Lake).

## Enlaces externos

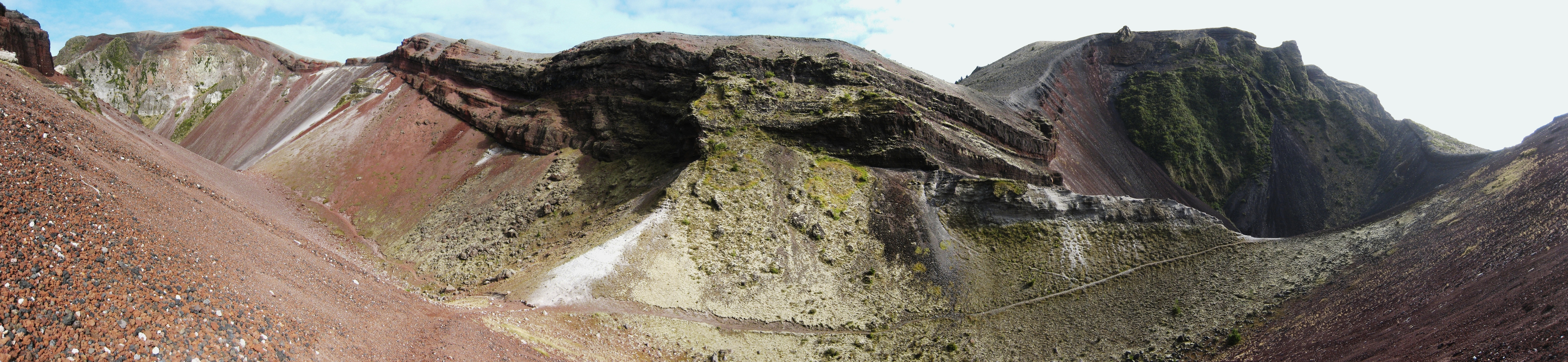
Acantilados creados durante la erupción.